# Villaseco de los Gamitos
Villaseco de los Gamitos és un municipi de la província de Salamanca a la comunitat autònoma de Castella i Lleó. Limita al Nord amb Gejuelo del Barro, a l'Est amb Ledesma, al Sud amb Encina de San Silvestre i a l'Oest amb Villasdardo.

## Demografia
| 1991 | 1996 | 2001 | 2004 |
| ---- | ---- | ---- | ---- |
| 243  | 211  | 197  | 206  |